# 노먼 맬컴
노먼 맬컴(Norman Malcolm, 1911 6월 11일 – 1990 8월 4일)은 미국의 철학자이다.
Malcolm은 캔자스주 셀덴에서 태어났다.  네브래스카 대학교에서 철학을 공부한 후 1933년 하버드 대학교에 대학원생으로 등록했다.
1938~1939년 케임브리지 대학에서 G. E. 무어와 루트비히 비트겐슈타인을 만났다. 맬컴은 수학의 철학적 기초에 대한 비트겐슈타인의 강의에 참석했으며 비트겐슈타인의 가장 친한 친구 중 한 명으로 남아있었다. 1958년에 출판된 회고록은 비트겐슈타인의 놀라운 성격에 대한 초상 중 하나로 널리 알려져 있다.